# Un vrai crime d'amour
Pour plus de détails, voir Fiche technique et Distribution.
Un vrai crime d'amour (Delitto d'amore) est un film italien dramatique réalisé par Luigi Comencini, sorti en 1974. 
Ce film a fait partie de la sélection officielle du Festival de Cannes 1974.

## Synopsis
L'histoire se déroule dans la banlieue de Milan. Nullo (Giuliano Gemma) et Carmela (Stefania Sandrelli) sont tous deux ouvriers dans la même usine. Nullo vient du Nord de l'Italie, ses parents sont communistes et non-croyants. Carmela est, elle, originaire de Sicile et vient d'un milieu catholique. Elle arrive à Milan avec sa famille et vivent ensemble dans un quartier misérable. Alors que naît l'amour entre Carmela et Nullo, celui-ci va se heurter à de multiples contradictions, familiales et culturelles.

## Fiche technique
- Titre original : Delitto d'amore
- Titre français : Un vrai crime d'amour
- Réalisation : Luigi Comencini
- Scénario : Luigi Comencini, Ugo Pirro
- Direction artistique : Paola Comencini
- Décors : Dante Ferretti
- Costumes : Paola Comencini
- Photographie : Luigi Kuveiller
- Son : Mario Amari
- Montage : Nino Baragli
- Musique : Carlo Rustichelli
- Directeur de production : Luigi Anastasi
- Producteur exécutif : Renato Jaboni
- Sociétés de production : Documento Film, Gianni Hecht Lucari
- Pays d'origine :   Italie
- Société de distribution : Titanus Distribuzione (Italie)
- Format : Couleurs (Technochrome) - Son Mono
- Genre : drame
- Durée  : 105 minutes
- Date de sortie : 
  - Italie : 27 avril 1974

## Distribution
- Giuliano Gemma : Nullo Bronzi[1]
- Stefania Sandrelli : Carmela Santoro
- Brizio Montinaro : Pasquale
- Renato Scarpa : Le Docteur
- Cesira Abbiati : Adalgisa
- Rina Franchetti : La mère de Nullo
- Emilio Bonucci : Le frère de Nullo
- Pippo Starnazza : Le jardinier
- Antonio Iodice
- Walter Pinetti Valdi
- Bruno Cattaneo
- Torquato Tessarini
- Marisa Rosales
- Luigi Antonio Guerra
- Carla Mancini

## Nominations
- Festival de Cannes 1974 : Sélection officielle, en compétition pour la Palme d'or